# ایستگاه رویال اوک (اسکای‌ترین)
ایستگاه رویال اوک (انگلیسی: Royal Oak station) یک ایستگاه مرتفع در خط اکسپو (اسکای‌ترین) سیستم اسکای‌ترین مترو ونکووراست. این ایستگاه در تقاطع خیابان برسفورد و خیابان رویال اوک در برنابی، بریتیش کلمبیا، در یک پیاده‌روی کوتاه در جنوب کینگ وی (ونکوور) و خیابان امپریال قرار دارد.